# Kalen Chase
Kalen Chase Musmecci (Washington, Estados Unidos, 7 de diciembre de 1983) es un músico estadounidense descendiente de ingleses e italianos.
Chase era la voz principal en una banda llamada Crucifix Doll. Actualmente es el cantante de dos bandas llamadas Illium (aparentemente disuelta), y The Changing (con la cual publicó su álbum debut llamado "For Obvious Reasons" el 10 de enero de 2010). Pero se lo conoce más por ser corista, percusionista de apoyo del grupo Korn. Estuvo en la gira junto a Korn durante el 2008, presentado el disco Untitled. Durante el año 2009 ya no estaba con Korn, pero regresó para un solo recital el 16 de mayo de 2010 en Fargo ND para los temas 'Falling Away From Me' y 'Throw Me Away' 
Tiene una hermana llamada Jessie y también un hermano llamado Nicholas que junto con él se mudaron a Los Ángeles, en California donde reside actualmente.
En 2016 se convirtió en cantante de la nueva banda del exbaterista de Slipknot y ex Scar the Martyr, Joey Jordison llamada VIMIC. En donde publicaron los sencillos She Sees Everything, My Fate, Simple Skelentos y Fail Me (My Temple). Este últumo con la colaboración del vocalista y líder de Megadeth, Dave Mustaine. En 2018 publicarán su primer álbum de estudio Open Your Omen.